# Ding Yanyuhang
Ding Yanyuhang (chinês: 丁彦雨航) (Karamay, 20 de agosto de 1993) é um basquetebolista chinês que atualmente joga pelo  Fujian Sturgeons disputando a Liga Chinesa de Basquetebol. O atleta possui 2,01m e atua na posição ala. Fez parte do selecionado chinês que conquistou a vaga para o torneio olímpico de basquetebol dos Jogos Olímpicos de Verão de 2016, no Rio de Janeiro.